# Nesodes insularis
Nesodes insularis är en skalbaggsart som beskrevs av Linsley 1935. Nesodes insularis ingår i släktet Nesodes och familjen långhorningar. Inga underarter finns listade i Catalogue of Life.